# Соджи
Соджи (кор. 소지, 炤知, Soji, Soji; пом. 500) — корейський правитель, двадцять перший володар (маріпкан) держави Сілла періоду Трьох держав. Вів постійні війни з Когурьо, племенами мохе.

## Життєпис
Був молодшим сином маріпкана Чабі. Дата народження невідома. На момент смерті батька 479 року його старші брати померли, тому Соджи успадкував трон.
Продовжив політику свого попередника щодо стримування Когурьо та зміцнення військ, для чого впровадив посади лівого та правого командувачів. 480 року воював з племенами мохе на півночі Корейського півострова. 481 року на чолі війська здійснив похід проти мохе. Але того ж року Когурьо спільно з мохе атакували Сіллу, захопивши фортецю Хомьонсон, а потім знищивши ще 7 укріплень. Соджи звернувся по допомогу до Пекче та Кая. Спільно з ними зумів відбити напад ворога.
482 року Соджи здійснив атаку на мохе. 484 спільно з Пекче завдав поразки армії Когурьо в битві біля фортеці Мосансон. Для зміцнення кордонів 485 року наказав звести фортецю Губолсон, а 486 — Гусансансон. Там він створив військову базу для боротьби проти Когурьо. Протягом того ж року вів прикордонні бої з мохе.
З метою культової централізації держави заснував храм, присвячений першому володареві Сілли Пак Хьоккосе, який було завершено 497 року. 488 переніс власну резиденцію до замку Волсон. 489 року запровадив систему громадських робіт. 489 року Сілла зазнала потужного нападу з боку Когурьо. Після плюндрування північних земель ворог повернувся до себе.
490 року Соджи видав розпорядження щодо відновлення оборонних укріплень, а також накази, якими стимулював торгівлю в державі. 493 року видав свою доньку заміж за Тонсона, вана Пекче, чим ще більше зміцнив союз з тією державою. 495 року надав Пекче допомогу у війні з Когурьо. 496 року Соджи сам вимушений був оборонятися від когурьоських військ. 497 року Сілла зазнала нападу з боку яматоського правителя Нінкена, а потім — Когурьо, війська якої захопили фортецю Усансон. Лише смерть Нінкена 498 року припинила війну.
500 року зазнав нападу яматоського правителя Бурецу, який захопив місто Чханньйон з навколишніми селами. Під час цієї кампанії Соджи загинув або помер. За відсутності синів трон успадкував його троюрідний брат Чиджин.